# Араусо-де-Сальсе
Араусо-де-Сальсе (ісп. Arauzo de Salce) — муніципалітет в Іспанії, у складі автономної спільноти Кастилія-і-Леон, у провінції Бургос. Населення — 68 осіб (2010).
Муніципалітет розташований на відстані близько 160 км на північ від Мадрида, 65 км на південь від Бургоса.

## Демографія
Динаміка населення (INE ):